# La Chailleuse
La Chailleuse község Franciaország Burgundia-Franche-Comté régiójában, Jura megyében. Új községként 2016. január 1-jén jött létre Arthenas, Essia, Saint-Laurent-la-Roche és Varessia község egyesítésével. Lakosainak száma 590 fő (2022. január 1.).

## Népesség
| Lakosok száma | 602  | 595  | 594  | 595  | 592  | 590  |
|               | 2017 | 2018 | 2019 | 2020 | 2021 | 2022 |